# Meckesheimer Hof

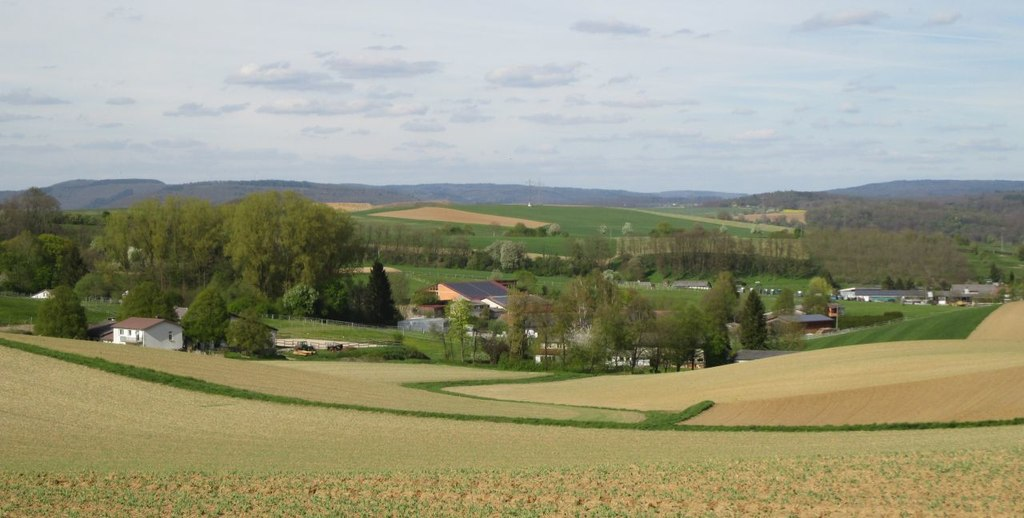
Blick über den Meckesheimer Hof (2017)

Der Meckesheimer Hof ist ein Wohnplatz im Nordwesten von Baden-Württemberg. Er liegt auf dem Gebiet der Gemeinde Meckesheim im Rhein-Neckar-Kreis.

## Geographie
Der Meckesheimer Hof liegt etwa zwei Kilometer westlich der namensgebenden Ortschaft in der offenen Landschaft des Kraichgaus. Durch ihn verläuft das Rohrbächel, das nach Meckesheim fließt, um in die Elsenz zu münden.

## Geschichte
Nachdem 1960 in Meckesheim eine Flurbereinigung ihren Abschluss gefunden hatte, kam es zur Aussiedlung von neun Bauern in das Gewann Äußerer Bruch, wo zwischen 1964 und 1966 der Meckesheimer Hof als Weiler entstand.